# 马克利维尔 (加利福尼亚州)
38°41′42″N 119°46′49″W / 38.69500°N 119.78028°W
马克利维尔（英語：Markleeville）是美国加利福尼亚州阿尔派恩县的一个人口普查指定地区，也是阿尔派恩县的县治。在美国2000年人口普查中全地区共有197人。

## 历史
马克利维尔因为一座矿山而于1863年建置。马克利维尔第一家邮局的开业正式标志着该地区的建立。

## 地理
根据美国人口调查局的数据，该地区总面积为19.1 平方英里(49.5 km²)，全部都是陆地。

## 人口统计
截至2000年的人口普查，该地区共有197居民，92户和57个家庭。人口密度是10.3每平方英里(4.0/km²)。 该地区173个住房单位平均密度为9.1个每平方英里(3.5/km²)。全镇人口97.46%是白种人，1.52%是美国土著，1.02%来自其他种族。西班牙裔和拉丁美洲裔分别占总人口的1.52%。
该地区92户的20.7%有18岁以下的孩子和他们居住，51.1%户是已经结婚的，7.6%户已婚丧夫的家庭，还有38.0%户是非家庭。92户中的30.4%由个人组成，8.7%户居住着65岁及以上的独居老人。平均每户有2.14人，每个家庭2.63人。
该地区18岁以下的少年儿童及青少年占总人口的17.3%，3.6%的人口居于18岁到24岁之间，30.5%的人口居于25岁到44岁之间，34.0%的人口居于45岁到64岁之间，还有14.7%的人口是65岁以上的老年人。人口年龄的中位数是45岁，平均每100个女性对应95.0男性。18岁以上的每100个女性对应101.2个男性。

## 气候
- 极端最高温度：37℃（98℉）
- 极端最低温度：−23℃（-10℉）
- 降雪：年均降雪量在20 英尺左右